# 布哈利夫希納
50°5′9″N 29°22′55″E / 50.08583°N 29.38194°E
布哈利夫希納（烏克蘭語：Бухалівщина）是烏克蘭北部的村莊，隸屬日托米爾州的日托米爾區。該村始建於1630年，面積0.75平方公里，海拔高度203米，2001年人口50。